# Ryō Kimura
Ryō Kimura (木村 了?, Kimura Ryō; Mitaka, 23 settembre 1988) è un attore giapponese.
Ha debuttato nel 2002, ottenendo subito molti ruoli sia nel cinema che in televisione, partecipando a vari dorama in cui svolge ruoli di supporto per il protagonista.

## Filmografia

### Televisione
- 2004:Water Boys 2 - Hideki Sano
- 2004:Division 1 "Houkago" - Hiroshi Kaji
- 2004:Return March~Haisha Fukkatsu Sen - Susumu Kouno
- 2005:Xmas nante daikirai - Masaya Okura
- 2005:Yankee Boukou ni kaeru~Tabitachi no toki Furyou Shounen no Yume - Mamoru Izumi
- 2005:Karera no Umi.VII -Wish On The Polestar - Ken Kashiwagi
- 2006:Seishun Energy: Check It Out Yo! in Tokyo - Sanpei Kujou
- 2006:Dandori ~ Dance Drill ~ - Tatsuro Jinguji
- 2006:Nodame Cantabile - Noriyuki Takahashi
- 2007:Tsubasa no oreta tenshitachi 2007 - Daisuke
- 2007:Tokkyu Tanaka 3gou - Jirou Tanaka
- 2007:Internet Drama "Myudora" - Aisubeki Hito"
- 2007:Hanazakari no Kimitachi e - Senri Nakao
- 2007:Furin Kazen - Yoshonobu Takeda
- 2007:Flight Panic - Amaya Yusuke
- 2008:Konya wa Shibuya de 6ji - Sawada Kai
- 2008:Pazuru (Puzzle 2) - Kanzaki Akira
- 2008:Cat Street - Suzuki Kouta
- 2008:Akai Ito - Takahashi Riku/Takachan
- 2009:Otomen - Hajime Tonomine
- 2010:Zettai Reido
- 2011:BOSS 2

### Cinema
- Moonlight Jellyfish - Michio Terasawa (2004)
- Saishuu Heiki Kanojo - Atsushi (2006)
- Catch a Wave - Masato Kobayasho (2006)
- Sugar & Spice~Fuumi Zekka - Mackey (2006)
- Heat Island - Kaoru (2007)
- Waruboro - Kyamu (2007)
- Akai ito (film)
- Usagi Drop (film) 2011